# Henri Louet
Pour les articles homonymes, voir Louet.
Henri Louet, né le 29 février 1924 à Heugnes (Indre) et mort le 26 septembre 2019 à Rueil-Malmaison, est un homme politique français.

## Biographie
Résistant, docteur en sciences politiques, général de division de l'Armée de l'Air en 1975, directeur général du commissariat à l'Air jusqu'en décembre 1981, conseiller général du canton d'Écueillé et député RPR de l'Indre de 1986 à 1988.

## Détail des fonctions et des mandats
Mandat parlementaire
1er avril 1986 - 14 mai 1988Député de l'Indre
Mandat local
18 mars 1985 - 30 mars 1992Conseiller général de l'Indre